# Liste der Kulturdenkmale in Chemnitz-Wittgensdorf
In der Liste der Kulturdenkmale in Chemnitz-Wittgensdorf sind die Kulturdenkmale des Chemnitzer Ortsteils Wittgensdorf verzeichnet, die bis Mai 2022 vom Landesamt für Denkmalpflege Sachsen erfasst wurden (ohne archäologische Kulturdenkmale). Die Anmerkungen sind zu beachten.
Diese Aufzählung ist eine Teilmenge der Liste der Kulturdenkmale in Chemnitz.

## Liste der Kulturdenkmale in Chemnitz-Wittgensdorf
| Bild                                    | Bezeichnung | Lage                                  | Datierung | Beschreibung | ID       |
| --------------------------------------- | --- | ------------------------------------- | --- | --- | -------- |
| Weitere Bilder                          | Wasserhochbehälter Wittgensdorf | Alte Herrenhaider Straße (Karte)      | Um 1910 | Technikgeschichtlich von Bedeutung | 09233547 |
|                                         | Wohnstallhaus eines ehemaligen Vierseithofes                                                                                        | Am Hang 5 (Karte)                     | Um 1800 | Baugeschichtlich und wirtschaftsgeschichtlich von Bedeutung | 09233560 |
|                                         | Häuslerhaus | Bachgasse 3 (Karte)                   | Um 1800 | Sozialgeschichtlich von Bedeutung, Fachwerkbau | 09233541 |
|                                         | Häuslerhaus | Bachgasse 5 (Karte)                   | Um 1800 | Bau- und sozialgeschichtlich von Bedeutung, Fachwerkbau, hübsches Eingangsportal | 09233543 |
| Direkt Bild zu diesem Denkmal hochladen | Wohnstallhaus eines Bauernhofes | Bachgasse 16 (Karte)                  | Um 1800 | Baugeschichtlich und sozialgeschichtlich von Bedeutung | 09233542 |
| Weitere Bilder                          | Schule (Kirchner-Grundschule) | Chemnitzer Straße 2 (Karte)           | 1888/1889 | Baugeschichtlich und ortsgeschichtlich von Bedeutung, repräsentatives Gründerzeitgebäude | 09233544 |
| Weitere Bilder                          | Wohnhaus in offener Bebauung | Chemnitzer Straße 9 (Karte)           | Um 1910, im Kern vielleicht älter                                                                                            | Baugeschichtlich von Bedeutung, im neoklassizistischen Stil | 09233545 |
|                                         | Häuslerhaus | Chemnitzer Straße 28 (Karte)          | 1. Hälfte 19. Jahrhundert | Baugeschichtlich und sozialgeschichtlich von Bedeutung | 09233580 |
| Weitere Bilder                          | Villa mit Garten und Einfriedung | Chemnitzer Straße 34 (Karte)          | Ende 19. Jahrhundert | Baugeschichtlich und ortsgeschichtlich von Bedeutung | 09233581 |
| Weitere Bilder                          | Fabrik- und Verwaltungsgebäude (Hauptgebäude), ehemalige Trikotagenfabrik E. R. Häberle                                             | Chemnitzer Straße 36, 38 (Karte)      | 1907 | Repräsentativer Putzbau im Reformstil von baukünstlerischer, baugeschichtlicher, ortsgeschichtlicher und technikgeschichtlicher Bedeutung. 1907 nach Entwurf des Architekten Wenzel Bürger für den Fabrikanten Rudolf Emil Reinhold Häberle erbaute Fabrik mit Verwaltungsgebäude. Dreigeschossiger Putzbau mit hohem Mansarddach. Das äußere Erscheinungsbild der Gebäude wird durch die großen Fensteröffnungen und Lisenen geprägt. Der Vergleich mit den Entwurfszeichnungen der Fabrik belegt, dass die Fabrik in gutem Originalzustand überliefert ist. Das Gesagte trifft auch auf das Innere des Hauses zu. Im ersten Obergeschoss des an die Chemnitzer Straße angrenzenden Gebäudeteils befindet sich und befand sich die Verwaltung der Fabrik. Der Haupteingang und die Treppe zur Verwaltungsetage wurden allerdings verlegt. In der Verwaltungsetage blieben repräsentative, fein gegliederte Holztüren, heute weiß gestrichen (außer die Flurtür), teilweise zweiflüglige Türen, erhalten. Weiterhin befinden sich im Gebäude Werkhallen und Lagerräume. Die meisten Treppenhäuser und Türen sowie Treppengeländer blieben original erhalten – es handelt sich um schlicht gestaltete Bauelemente im Stil ihrer Entstehungszeit. Der Denkmalwert des Fabrik- und Verwaltungsgebäudes ergibt sich aus seiner baugeschichtlichen, baukünstlerischen sowie aus der industriegeschichtlichen Bedeutung als eines der bedeutenden Textilunternehmen Wittgensdorfs und seiner näheren Umgebung. Durch die Dominanz des Baukörpers sowie seine exponierte Straßenlage am Ortseingang von Wittgensdorf prägt die Fabrik zudem das Ortsbild maßgebend. | 09303114 |
| Weitere Bilder                          | Dorfkirche und Kirchhof Wittgensdorf (Sachgesamtheit)                                                                               | Kirchweg (Karte)                      | 1657, später überformt (Kirche); 31. Oktober 1817 (Luthereichen)                                                             | Sachgesamtheit Dorfkirche und Kirchhof Wittgensdorf, mit den Einzeldenkmalen: Kirche, Trauerhalle, Reste der Friedhofseinfassung, sieben Grabanlagen bzw. Gräbern (siehe 09233551) sowie gärtnerische Friedhofsanlage mit zwei Luthereichen (Gartendenkmale); das Ortsbild prägender Kirchenbau mit altem Kirchhof, dort ortsgeschichtliche bedeutsame Gräber, baugeschichtlich und ortsgeschichtlich von Bedeutung | 09304596 |
| Weitere Bilder                          | Kirche, Trauerhalle, Reste der Friedhofseinfassung und sieben Grabanlagen bzw. Gräbern (Einzeldenkmale der Sachgesamtheit 09304596) | Kirchweg (Karte)                      | 1657, später überformt (Kirche); um 1600 (Kruzifix); 1794 (Taufe); 1. Hälfte 20. Jahrhundert (Grabmal); um 1910 (Feierhalle) | Einzeldenkmale der Sachgesamtheit Dorfkirche mit Ausstattung und Kirchhof Wittgensdorf; baugeschichtlich und ortsgeschichtlich von Bedeutung. Für die Ortsgeschichte von Wittgensdorf bedeutsame Kirche und Kirchhofsanlage mit einigen qualitätvollen zeittypischen Grabanlagen, welchen zumeist auch eine ortsgeschichtliche Bedeutung zukommt. | 09233551 |
| Weitere Bilder                          | Wohnhaus, ehemalige Schule | Kirchweg 6 (Karte)                    | Bezeichnet mit 1883 | Ortsgeschichtlich von Bedeutung, ehemalige Kirchschule und Kantorat | 09233552 |
| Weitere Bilder                          | Pfarrhof mit Pfarrhaus und Seitengebäude sowie Torbogen und kleines Seitengebäude                                                   | Kirchweg 11 (Karte)                   | Um 1728 | Baugeschichtlich und ortsgeschichtlich von Bedeutung | 09233550 |
| Weitere Bilder                          | Ländliches Wohnhaus | Marktsteig 14 (Karte)                 | Um 1750 | Baugeschichtlich und sozialgeschichtlich von Bedeutung, Fachwerkbau | 09233554 |
| Weitere Bilder                          | Wasserwirtschaftliche Anlage (Pumpenhaus Murschnitz)                                                                                | Murschnitz 2z (Karte)                 | Um 1910 | Technikgeschichtlich von Bedeutung | 09233582 |
| Direkt Bild zu diesem Denkmal hochladen | Wohnhaus eines Dreiseithofes | Murschnitz 11 (Karte)                 | 18. Jahrhundert | Baugeschichtlich und sozialgeschichtlich von Bedeutung, verkleideter Fachwerkbau, Fachwerk vermutlich auch im Erdgeschoss erhalten | 09303122 |
|                                         | Wohnstallhaus eines Vierseithofes                                                                                                   | Obere Hauptstraße 32 (Karte)          | Um 1790 | Baugeschichtlich und sozialgeschichtlich von Bedeutung, mit Fachwerkobergeschoss | 09233558 |
| Weitere Bilder                          | Wohnhaus einer ehemaligen Gärtnerei und Bleicherei                                                                                  | Obere Hauptstraße 53 (Karte)          | Um 1830 | Markanter Putzbau in sehr gutem Originalzustand von baugeschichtlicher und regionalgeschichtlicher Bedeutung | 09299768 |
| Weitere Bilder                          | Wohn- und Kontorgebäude mit Fabrikanbau (ehemals Firma Baran)                                                                       | Obere Hauptstraße 90 (Karte)          | Um 1895 | Zeittypischer, repräsentativer Klinkerbau von städtebaulicher Bedeutung | 09233584 |
|                                         | Ehemaliges Wohnstallhaus eines Bauernhofes                                                                                          | Obere Hauptstraße 101 (Karte)         | Bezeichnet mit 1791 | Zeittypisches, im Erdgeschoss baulich verändertes Fachwerkhaus eines kleinen Bauernhofes von baugeschichtlichem Wert. Ehemaliges Wohnstallhaus, laut Inschrift an der Schwelle des Obergeschosses 1791 erbaut. Erdgeschoss nachträglich massiv unterfahren und vermutlich mehrfach umgebaut. Obergeschoss Fachwerk, zweirieglig mit gezapften Streben, teilweise zu große Fensteröffnungen (reversible Bauveränderung), Abschluss durch Krüppelwalmdach. In der Schwelle des Obergeschosses blieb eine aufgemalte Inschrift erhalten: „An Gottes Segen ist alles gelegen. Gott behüte dieses Haus und alle ... Bauherr JGP Z. M. Anno 1791 den 1. Oktober ...“ Im Inneren im Erdgeschoss gravierende Veränderungen, dagegen im Obergeschoss und Dachgeschoss ursprüngliche Raumaufteilung und Bausubstanz erhalten. Im Obergeschoss Mittelflur mit beidseitig angeordneten Stuben. Dachstuhl Kehlbalkendach mit einfach stehendem Stuhl und geblatteten Holzverbindungen. Trotz seiner baulichen Veränderungen kommt dem Gebäude noch ein großer Aussagewert zum Bauhandwerk des ausgehenden 18. Jahrhunderts zu, woraus sich der Denkmalwert des Hauses ergibt. | 09304069 |
| Weitere Bilder                          | Wohnhaus | Obere Hauptstraße 177 (Karte)         | Um 1810 | Baugeschichtlich von Bedeutung, Fachwerkhaus | 09233564 |
| Weitere Bilder                          | Seitengebäude eines Vierseithofes                                                                                                   | Obere Hauptstraße 185 (Karte)         | Bezeichnet mit 1885 | Baugeschichtlich und sozialgeschichtlich von Bedeutung, Fachwerkbau | 09233565 |
| Weitere Bilder                          | Villa mit Einfriedung und Garten | Obere Hauptstraße 186 (Karte)         | Um 1890 | Baugeschichtlich von Bedeutung, Gründerzeitgebäude | 09233566 |
| Weitere Bilder                          | Seitengebäude und zwei Torbögen eines ehemaligen Vierseithofes                                                                      | Obere Hauptstraße 212 (Karte)         | Bezeichnet mit 1802 | Baugeschichtlich und wirtschaftsgeschichtlich von Bedeutung, Seitengebäude mit Fachwerkobergeschoss und seltener Kumthalle | 09233567 |
|                                         | Wohnstallhaus eines ehemaligen Dreiseithofes                                                                                        | Obere Hauptstraße 222 (neben) (Karte) | 1705 (Dendro) | Baugeschichtlich von Bedeutung, Fachwerkbau, altertümliche Fachwerkkonstruktion (Kopfstreben) | 09233568 |
| Weitere Bilder                          | Wandbild | Obere Hauptstraße 228 (Karte)         | Nach 1976 | Künstlerisch von Bedeutung, Arbeit des Chemnitzer Künstlers Michael Morgner. „Der Gießereiprozess“. 1976/1980. Industrieemaille. Höhe 5 m, Länge 15 m. Ambulatorium, ehemalige Harlaß-Gießerei, Chemnitz-Wittgensdorf. | 09233548 |
| Weitere Bilder                          | Wohnhaus in offener Bebauung | Rudolf-Harlaß-Straße 2 (Karte)        | 1924–1925 | Holzhaus in Fertigteilbauweise, errichtet von der Firma W. Witte, Osterwieck/Harz, baugeschichtlich von Bedeutung | 09233569 |
| Weitere Bilder                          | Wohnhaus mit Anbau (ehemals Wohnstallhaus), Seitengebäude und Toreinfahrt eines ehemaligen Bauernhofes                              | Untere Hauptstraße 17 (Karte)         | Um 1800 | Baugeschichtlich und wirtschaftsgeschichtlich von Bedeutung | 09233570 |
| Direkt Bild zu diesem Denkmal hochladen | Wohnstallhaus eines ehemaligen Vierseithofes                                                                                        | Untere Hauptstraße 51 (Karte)         | 1. Hälfte 19. Jahrhundert | Baugeschichtlich von Bedeutung, Fachwerkbau | 09233572 |
| Weitere Bilder                          | Seitengebäude (Torhaus mit Oberlaube), Stallgebäude und Torbogen eines ehemaligen Vierseithofes                                     | Untere Hauptstraße 58 (Karte)         | Um 1700 (Torhaus); um 1800 (Stall)                                                                                           | Baugeschichtlich und wirtschaftsgeschichtlich von Bedeutung, Seitengebäude mit altertümlicher Fachwerkkonstruktion (Kopfstreben) und seltener Oberlaube | 09233573 |
| Weitere Bilder                          | Häuslerhaus | Untere Hauptstraße 93 (Karte)         | Um 1810 | Sozialgeschichtlich von Bedeutung, verschieferter Fachwerkbau | 09233574 |
|                                         | Häuslerhaus | Untere Hauptstraße 98 (Karte)         | 1. Hälfte 19. Jahrhundert | Zeit- und landschaftstypisches Häusleranwesen, baugeschichtlich und sozialgeschichtlich von Bedeutung | 09233575 |
|                                         | Wohnhaus (Umgebinde) | Untere Hauptstraße 123 (Karte)        | 1. Hälfte 18. Jahrhundert | Baugeschichtlich und sozialgeschichtlich von Bedeutung, eines der seltenen Umgebindehäuser der Region | 09233571 |
|                                         | Stallgebäude eines Vierseithofes | Untere Hauptstraße 133 (Karte)        | 1. Hälfte 19. Jahrhundert | Baugeschichtlich und wirtschaftsgeschichtlich von Bedeutung, Fachwerkbau | 09233576 |
| Weitere Bilder                          | Stallgebäude und Wohnstallhaus eines Vierseithofes                                                                                  | Untere Hauptstraße 135 (Karte)        | Bezeichnet mit 1790 | Baugeschichtlich und wirtschaftsgeschichtlich von Bedeutung | 09233577 |
|                                         | Wohnhaus | Untere Hauptstraße 139 (Karte)        | Um 1800 | Fachwerkgebäude, baugeschichtlich von Bedeutung | 09233578 |

## Ehemalige Denkmäler
| Bild                                    | Bezeichnung                                 | Lage                           | Datierung                                                           | Beschreibung | ID       |
| --------------------------------------- | ------------------------------------------- | ------------------------------ | ------------------------------------------------------------------- | --- | -------- |
|                                         | Häuslerhaus mit Seitengebäude               | Bachgasse 2 (Karte)            | Um 1800                                                             | Sozialgeschichtlich von Bedeutung, mit Segmentbogenportal, verputztes Fachwerk-Obergeschoss | 09233540 |
| Direkt Bild zu diesem Denkmal hochladen | Fabrikgebäude und Textilfabrik              | Fabrikstraße (Karte)           |                                                                     | Abgerissen zwischen 2001 und 2006, Streichung aus der Denkmalliste vor 2010 |          |
| Weitere Bilder                          | Ehemaliges Gasthaus Felsenkeller            | Kirchweg 4 (Karte)             | Um 1850, später überformt                                           | Baugeschichtlich und ortsgeschichtlich von Bedeutung. Im August 2018 durch einen Brand zerstört und teilweise abgerissen. | 09233557 |
| Weitere Bilder                          | Wohnhaus und Gartenlaube auf dem Grundstück | Nordplatz 4 (Karte)            | Bezeichnet mit 1862, im Kern älter (um 1800); um 1900 (Gartenlaube) | Ländlicher Wohnbau mit Fachwerkobergeschoss, bau- und sozialgeschichtlich von Bedeutung, ortsbildprägende Lage. Wohnhaus und Gartenlaube wurden zwischen 2017 und 2018 abgerissen. Auf dem Grundstück befindet sich nun ein Einfamilienhaus. | 09233555 |
| Weitere Bilder                          | Wohnhaus und Laden                          | Obere Hauptstraße 10 (Karte)   |                                                                     | Erhalten, Streichung aus der Denkmalliste 2010 |          |
|                                         | Häuslerei                                   | Obere Hauptstraße 110 (Karte)  |                                                                     | Erhalten, Streichung aus der Denkmalliste 2010 |          |
| Direkt Bild zu diesem Denkmal hochladen | Bauernhaus                                  | Obere Hauptstraße 142 (Karte)  |                                                                     | Erhalten, Streichung aus der Denkmalliste 2010 |          |
| Direkt Bild zu diesem Denkmal hochladen | Bauernhaus                                  | Obere Hauptstraße 143 (Karte)  |                                                                     | Erhalten, Streichung aus der Denkmalliste 2010 |          |
|                                         | Fabrikgebäude + Wohn- und Bürogebäude       | Obere Hauptstraße 166 (Karte)  |                                                                     | Erhalten, Streichung aus der Denkmalliste 2010 |          |
| Direkt Bild zu diesem Denkmal hochladen | Scheune                                     | Obere Hauptstraße 206 (Karte)  |                                                                     | Abgerissen vor 2001, Streichung aus der Denkmalliste 2010 |          |
| Weitere Bilder                          | Ehemalige Spinnmühle                        | Untere Hauptstraße 165 (Karte) | 1820                                                                | Baugeschichtlich und technikgeschichtlich von Bedeutung. Nach Brand im Oktober 2021 stark zerstört und von der Denkmalliste gestrichen. | 09233579 |

## Tabellenlegende
- Bild: Bild des Kulturdenkmals, ggf. zusätzlich mit einem Link zu weiteren Fotos des Kulturdenkmals im Medienarchiv Wikimedia Commons. Wenn man auf das Kamerasymbol klickt, können Fotos zu Kulturdenkmalen aus dieser Liste hochgeladen werden:
- Bezeichnung: Denkmalgeschützte Objekte und ggf. Bauwerksname des Kulturdenkmals
- Lage: Straßenname und Hausnummer oder Flurstücknummer des Kulturdenkmals. Die Grundsortierung der Liste erfolgt nach dieser Adresse. Der Link (Karte) führt zu verschiedenen Kartendiensten mit der Position des Kulturdenkmals. Fehlt dieser Link, wurden die Koordinaten noch nicht eingetragen. Sind diese bekannt, können sie über ein Tool mit einer Kartenansicht einfach nachgetragen werden. In dieser Kartenansicht sind Kulturdenkmale ohne Koordinaten mit einem roten bzw. orangen Marker dargestellt und können durch Verschieben auf die richtige Position in der Karte mit Koordinaten versehen werden. Kulturdenkmale ohne Bild sind an einem blauen bzw. roten Marker erkennbar.
- Datierung: Baubeginn, Fertigstellung, Datum der Erstnennung oder grobe zeitliche Einordnung entsprechend des Eintrags in der sächsischen Denkmaldatenbank
- Beschreibung: Kurzcharakteristik des Kulturdenkmals entsprechend des Eintrags in der sächsischen Denkmaldatenbank, ggf. ergänzt durch die dort nur selten veröffentlichten Erfassungstexte oder zusätzliche Informationen
- ID: Vom Landesamt für Denkmalpflege Sachsen vergebene, das Kulturdenkmal eindeutig identifizierende Objekt-Nummer. Der Link führt zum PDF-Denkmaldokument des Landesamtes für Denkmalpflege Sachsen. Bei ehemaligen Kulturdenkmalen können die Objektnummern unbekannt sein und deshalb fehlen bzw. die Links von aus der Datenbank entfernten Objektnummern ins Leere führen. Ein ggf. vorhandenes Icon  führt zu den Angaben des Kulturdenkmals bei Wikidata.

## Ausführliche Denkmaltexte
1. ↑  Ehemaliges Einzeldenkmale der Sachgesamtheit Dorfkirche und Kirchhof Wittgensdorf:

  - Kirche: Schlichte mittelalterliche Saalkirche, 1657–1660 erneuert, 1728 erweitert, dabei Turmbau (37 m Höhe), weitere Erweiterung 1843. 1882 und 1904 neu verputzt, 1903 neue Kirchenfenster, 1921 umfangreiche Renovierung des Kircheninnenraums, dabei wurden die Emporen über und hinter der Kanzel entfernt sowie die zwei Emporen über der Orgel. 1946 Sanierung des Turms mit neuer Deckung, 1953 umfassende Renovierung des Kircheninneren verbunden mit wesentlichen Änderungen. Dabei wurden die zweite Empore an den Längsseiten entfernt, der Chorraum erweitert und die Kirchenfenster erneuert. 1982 neuer Innenanstrich, 1983 neue Kupferdeckung des Turms  und 1984 Erneuerung des Außenputzes. Im Jahr 2000 wird das 1991 renovierte Buntglasfenster „Christi Himmelfahrt“ hinter dem Altar eingefügt.  Kleiner verputzter Rechteckbau mit geradem Ostabschluss, der Ostturm abgeschlossen durch Welsche Haube. Im Inneren flach gedeckt mit Emporen entlang der Längsseiten. Zur Ausstattung gehören Reste eines geschnitzten Kanzelaltars am Emporenaufgang, ein Holzkruzifix über dem Altar (um 1600), ein klassizistischer Taufstein (1794) und die Orgel der Firma Jehmlich aus Dresden (1921, 1953 und 1965 Reparaturen, umfangreiche Baumaßnahmen 2011 durch den Orgelbaumeister Georg Wünning, 2012 Orgelabnahme).
  - Grabmale:
    - Grabmal der Familien Stahl und Fischbach
    - Grabmal: Familie Ökonomierat Max Stahl – figürliche Darstellung eines Bauern bei der Mahd
    - Grabmal Familie Emil Fischbach, gestorben 1922, figürliche Darstellung eines Wirkers am Wirkstuhl
    - Grabmal der Fabrikantenfamilie R. Häberle in aufwendiger Gestaltung der Zeit um 1910
    - Grabmal Johan Neerhof von Holderbergk, Bürger und Handelsmann, evangelischer Kirchenrath zu Prag, verstorben 1635 in Wittgensdorf (Stein war lange Zeit verbaut und wurde neu aufgestellt)
    - Grabmal Steinbach (heute ohne Namen)
    - Grabmal Koch, heute Familie Hermsdorf, Granit mit Einfassung, um 1920

  - Trauerhalle mit monumentalem Eingang, Zeltdach mit Dachreiter, Reformstilbau in gutem Originalzustand
2. ↑  Wandbild „Der Gießereiprozess“:

Michael Morgners monumentales, auf Kacheln ausgeführtes Außenwandbild „Der Gießereiprozess“ entstand im Zusammenhang mit dem ab 1974 errichteten Neubau der Gießerei „Rudolf Harlaß“ in Chemnitz-Wittgensdorf. Dieser vom Architekten Martin Decker entworfene Industriekomplex nahm innerhalb der in den 1970er Jahren aufkommenden kunstpolitischen Strömung der „komplexen Arbeitsumweltgestaltung“ eine für das Gebiet der ehemaligen DDR beispielgebende Rolle ein. In enger Zusammenarbeit mit dem Formgestalter Clauss Dietel, der als Leiter der Konzeptionsgruppe für die künstlerische Ausgestaltung in den gesamten Planungsprozess miteingebunden war, versuchte Decker, Funktion, Konstruktion und Gestaltung der Anlage in Einklang zu bringen.

Für das in Industrieemaille gearbeitete Wandbild, das aufgrund seiner Ausmaße und Lage von vornherein als künstlerisches Hauptwerk der Anlage konzipiert war, erhielt der Chemnitzer Künstler Michael Morgner im Jahr 1976 den Auftrag. Auf einer Fläche von 15 x 5 m erstreckt sich das im Werkvertrag festgelegte Thema „Der Gießereiprozeß – symbolisch dargestellt als Vorgang – aus Altem, Vergänglichem wird Neues und Zukunftstrebendes geschaffen“ über die gesamte Stirnfläche des in der hochfrequentierten Werkszufahrt liegenden Ambulatoriums. Unter Verwendung von symbolisch aufgeladenen Bildelementen früherer Arbeiten schuf der als nonkonform geltende Künstler eine abstrakte, farbgewaltige Komposition, deren Inhalt sich einer eindeutigen Interpretation entzieht. Vordergründig lassen sich die einzelnen Elemente, wie etwa die aufgebrochene blaue Gussform und die glühenden Stahl assoziierende orangerote Fläche, auf den Produktionsprozess beziehen, doch kann das Werk auch als Sinnbild für einen gesellschaftlichen Befreiungsprozess gelesen werden.

Der „Gießereiprozess“, an dem Morgner vom ersten Entwurf bis zur Fertigstellung insgesamt neun Jahre arbeitete, datiert in eine Phase der kunstpolitischen Entwicklung der DDR, in der die Bedeutung politisch-affirmativer Kunst bereits stark zurückgegangen war. Mit seiner abstrakten Formensprache und dem schwer zugänglichen Inhalt steht das Wandbild beispielhaft für diese ab den 1970er Jahren einsetzende Entwicklung. Kulturdenkmal aus künstlerischen Gründen.